# Erik G. Hallén
Erik Gustaf Hallén, född 16 september 1899 i Göteborgs Masthuggs församling, död 7 februari 1975 i Sollentuna församling, var en svensk fysiker och professor vid Kungliga Tekniska Högskolan.
Hallén examinerades 1921 från det dåvarande Chalmers tekniska institut i Göteborg och for därefter till Uppsala universitet där han blev filosofie magister 1924, filosofie licentiat 1927 och filosofie doktor 1930 på avhandlingen Über die elektrischen Schwingungen in drahtförmigen Leitern ("Om elektriska svängningar i trådformiga ledare"). Han flyttade till Stockholm och arbetade bland annat som lektor vid Norrmalms flickläroverk 1942-1946.
Hallén blev 1946 efterträdare till Hannes Alfvén som professor i teoretisk elektroteknik på KTH till sin pensionering 1965. Han har sedan dess blivit elektro- och fysikstudenternas kultperson och mytbildningen kring honom har florerat, inte minst under nollningen.
Hallén inleder sin lärobok Elektricitetslära från 1953, populärt kallad ”tegelstenen” eller "Hallénbibeln" av teknologerna, med att på några sidor förespråka nya måttenheter i elektricitetsläran. Man kan gott säga att han var en pionjär och en aktiv vapendragare för ”det praktiska” MKSA-systemet, vilket så småningom ledde fram till dagens moderna SI-standard.
Hallén var under åren gästprofessor i USA, vid Harvard 1947–1948 och vid Caltech 1954–1955. Han räknades inom teoretisk elektroteknik som en av de främsta auktoriteterna i världen, i synnerhet när det gällde sin specialitet antenner.
Hallén blev 1951 ledamot av Ingenjörsvetenskapsakademien. 1970 promoverades han till hedersdoktor vid Chalmers tekniska högskola.

## Kuriosa
| ”                                       | O, min älskade Hallén när jag såg dig i entrén första gången föll mitt hjärta ut i sken. Ingen kan som du förklara hysteresisfenomen. O, min sköne min älskade Hallén. | „ |
| – Utdrag ur Hallénvisan av N Sjöstrand, | |   |

Ett av Halléns uttryckssätt som fortfarande lever kvar bland elektro- och fysikingenjörer är "ledningselektronerna välla helt långsamt fram i metallen" som beskrivning av hur elektronerna rör sig i en vanlig elektrisk ledare (med i storleksordningen en millimeter per sekund, det vill säga mycket långsammare än signalhastigheten som är nära ljusets hastighet).

## Läroböcker
- Hallén, Erik (1965). Tvungna svängningar och operatorkalkyl. Uppsala: Almqvist & Wiksell
- Hallén, Erik (1953). Elektricitetslära. Uppsala: Almqvist & Wiksell.  LIbris